# Valentina Lisitsa
Valentina Lisitsa (Oekraïens: Валентина Євгенівна Лисица, Valentyna Jevgenievna Lysytsya; Russisch: Валентина Евгеньевна Лисица) (Kiev, 11 december 1973) is een klassiek pianiste, geboren in Oekraïne. Tegenwoordig woont zij in de Verenigde Staten en treedt ze wereldwijd op. Haar echtgenoot Aleksej Koeznetsov is ook pianist en haar partner bij quatre-mains.

## Biografie
Lisitsa werd in 1973 geboren in een gezin van niet-musici uit Kiev. Ze begon op de leeftijd van drie jaar met pianospelen en al een jaar later gaf ze haar eerste solorecital. Ondanks de zeer vroege ontwikkeling van haar muzikale talent droomde ze ervan om professioneel schaakster te worden. Ze studeerde aan de Lysenko-muziekacademie voor hoogbegaafde kinderen en later aan het conservatorium van Kiev, waar ze haar toekomstige echtgenoot Aleksej Koeznetsov ontmoette. Vanaf dat moment begon ze zich serieuzer op de muziek toe te leggen. In 1991 wonnen ze de eerste prijs in wat men wereldwijd als de belangrijkste wedstrijd voor dubbelspel beschouwt, de "Murray Dranoff Two Piano Competition".
In hetzelfde jaar verhuisden ze naar Amerika om hun carrière als concertpianist verder te ontwikkelen. Valentina Lisitsa heeft haar carrière met succes voortgeholpen via de sociale media. Door haar spel op te nemen en de filmpjes op YouTube te plaatsen, bereikte ze wereldwijd een miljoenenpubliek en dat resulteerde in een contract met platenmaatschappij Decca. Er verschenen twee solo-cd's, die gevolgd werden door een reeks recitals in prestigieuze zalen in de hele wereld, zoals de Royal Albert Hall in Londen, Carnegie Hall in New York en de Wiener Musikverein.
Lisitsa heeft verschillende cd's voor Audiofon Records opgenomen (waarvan twee samen met Aleksej Koeznetsov), een gouden cd voor het label CiscoMusic (met cellist DeRosa), een duetrecital met violiste Ida Haendel voor het label VAI, een dvd met Chopins 24 etudes en de dvd's Schubert-Liszt Schwanengesang en Black and Pink.
Valentina Lisitsa speelt vaak op een Bösendorfer-vleugelpiano. Zij had al op jonge leeftijd een uitgebreid repertoire van klassieke stukken.

## Discografie (selectie)

### Cd's
- Ives: 4 sonates voor viool en piano, met Hilary Hahn. Deutsche Grammophon, 2009.
- Rachmaninov: Pianoconcerten nr. 1-4 / Rhapsodie op een thema van Paganini, met Michael Francis en het London Symphony Orchestra. Decca, 2012.
- Live at the Royal Albert Hall: werken van Beethoven, Chopin, Liszt, Skrjabin en Rachmaninov. Decca, 2012.
- Beethoven: Pianosonate nr. 23 Appassionata; Schumann: Kinderszenen; Thalberg: Grande fantaisie sur des motifs; Liszt: Totentanz. Naxos, 2013.
- Valentina Lisitsa plays Liszt. Liszt: Ballade nr. 2, Rondeau fantastique sur un thème espagnol (El contrabandista), Hongaarse rapsodie nr. 12, transcripties van liederen van Schubert en Danza sacra e duetto finale uit Aida van Verdi. Decca, 2013.

### Hitnotering
| Album met eventuele hitnotering(en) in de Nederlandse Album Top 100 | Datum van verschijnen | Datum van binnenkomst | Hoogste positie | Aantal weken | Opmerkingen |
| ------------------------------------------------------------------- | --------------------- | --------------------- | --------------- | ------------ | ----------- |
| Live at the Royal Albert Hall                                       | 2013                  | 19-01-2013            | 60              | 1            |             |
| Chasing Piano's - The Piano Music of Michael Nyman                  | 2014                  | 15-03-2014            | 44              | 1*           |             |